# Parks in Oberneuland
Parks in Oberneuland este o arie protejată (arie specială de conservare — SAC, sit de importanță comunitară — SCI) din Germania întinsă pe o suprafață de 27 ha, integral pe uscat.

## Localizare
Centrul sitului Parks in Oberneuland este situat la coordonatele 53°05′50″N 8°56′20″E / 53.0972°N 8.9389°E.

## Înființare
Situl Parks in Oberneuland a fost declarat sit de importanță comunitară în mai 2005 pentru a proteja 1 specie de animale. Situl a fost protejat și ca arie specială de conservare în mai 2015.

## Biodiversitate
Situată în ecoregiunea atlantică, aria protejată nu include niciun habitat protejat.
La baza desemnării sitului se află o specie protejată de  nevertebrate: Osmoderma eremita.